# الوثب العالي في الألعاب الأولمبية
في الوثب العالي في دورة الألعاب الأولمبية الصيفية يتم تجميع بين أربعة سباقات المضمار والميدان القفز الفعاليات التي تقام في حدث متعدد الرياضات. الرجال الوثب العالي كانت موجودة في ألعاب القوى الأولمبية البرنامج منذ أول دورة الالعاب الاولمبية الصيفية في عام 1896. المرأة الوثب العالي كان واحدا من خمسة الأحداث الميزة الأولى للمرأة ألعاب القوى البرنامج في عام 1928 ، وكان فقط القفز الحدث المتاحة للمرأة حتى عام 1948 عندما الوثب الطويل مسموح به.
الرقم القياسي للفعالية هو 2.39 متر للرجال، الذي حققه تشارلز أوستن في عام 1996 ، و 2.06 متر للسيدات، الذي حققته يلينا سيليسارينكو (التي تم حظرها لاحقًا لتعاطي المنشطات) في عام 2004. جيرد ويسيج هو الرجل الوحيد الذي حقق رقما قياسيا عالميا في الوثب العالي الأولمبي، بعد أن فعل ذلك في عام 1980 مع علامة 2.36 . تم كسر الرقم القياسي العالمي للسيدات في ثلاث مناسبات في الأولمبياد، مع تسجيل الأرقام القياسية في أعوام 1928 و 1932 و 1972. 
كانت Ellery Clark أول بطلة أولمبية في عام 1896 وأصبحت Ethel Catherwood أول بطلة أولمبية في الوثب العالي بعد 32 عامًا. ديريك دروين من كندا وروث بيتيا من إسبانيا هما ابطال المسابقة الحاليين بفوزهما للفعالية في دورة عام 2016. فقط رياضيان فازا بلقبين أولمبيين في الوثب العالي، كلتهما سيدات: Iolanda Balaş و أولريك مايفارث . كانت الولايات المتحدة أنجح دولة في هذا الحدث، حيث تصدرت أمريكا المنصة في سبعة عشر مناسبة.
تم التنافس على فئة الوثب العالي القائم من عام 1900 إلى عام 1912 وفاز المتخصص في القفزات القائمة راي إيري بجميع الميداليات الذهبية باستثناء واحدة.

## الحاصلون على ميداليات

### رجال
| الألعاب             | الذهبية                                  | الفضية                                             | البرونزية                               |
| ------------------- | ---------------------------------------- | -------------------------------------------------- | --------------------------------------- |
| 1896 Athens ‏        | إليري هاردينغ كلارك · الولايات المتحدة · | James Connolly · الولايات المتحدة ·                | none awarded                            |
| 1896 Athens ‏        | إليري هاردينغ كلارك · الولايات المتحدة · | روبرت غاريت (منافس ألعاب قوى) · الولايات المتحدة · | none awarded                            |
| 1900 Paris ‏         | إرفينغ باكستر · الولايات المتحدة ·       | Patrick Leahy · بريطانيا العظمى ·                  | Lajos Gönczy · المجر ·                  |
| 1904 St. Louis ‏     | Samuel Jones · الولايات المتحدة ·        | Garrett Serviss · الولايات المتحدة ·               | Paul Weinstein · ألمانيا ·              |
| 1908 London ‏        | هاري بورتر · الولايات المتحدة ·          | جورج أندريه · فرنسا ·                              | none awarded                            |
| 1908 London ‏        | هاري بورتر · الولايات المتحدة ·          | Con Leahy · بريطانيا العظمى ·                      | none awarded                            |
| 1908 London ‏        | هاري بورتر · الولايات المتحدة ·          | István Somodi · المجر ·                            | none awarded                            |
| 1912 Stockholm ‏     | ألما ريتشاردز · الولايات المتحدة ·       | Hans Liesche · ألمانيا ·                           | George Horine · الولايات المتحدة ·      |
| 1920 Antwerp ‏       | ريتشموند لاندون · الولايات المتحدة ·     | هارولد مولر · الولايات المتحدة ·                   | Bo Ekelund · السويد ·                   |
| 1924 Paris ‏         | هارولد أوسبورن · الولايات المتحدة ·      | Leroy Brown · الولايات المتحدة ·                   | Pierre Lewden · فرنسا ·                 |
| 1928 Amsterdam ‏     | Bob King · الولايات المتحدة ·            | بين هيدجيز · الولايات المتحدة ·                    | Claude Ménard · فرنسا ·                 |
| 1932 Los Angeles ‏   | Duncan McNaughton · كندا ·               | Bob Van Osdel · الولايات المتحدة ·                 | Simeon Toribio · الفلبين ·              |
| 1936 Berlin ‏        | Cornelius Johnson · الولايات المتحدة ·   | Dave Albritton · الولايات المتحدة ·                | Delos Thurber · الولايات المتحدة ·      |
| 1948 London ‏        | John Winter · أستراليا ·                 | بيورن بولسون · النرويج ·                           | George Stanich · الولايات المتحدة ·     |
| 1952 Helsinki ‏      | والت ديفيس · الولايات المتحدة ·          | كين ويزنر · الولايات المتحدة ·                     | José da Conceição · البرازيل ·          |
| 1956 Melbourne ‏     | تشارلز دوماس · الولايات المتحدة ·        | Chilla Porter · أستراليا ·                         | Igor Kashkarov · الاتحاد السوفيتي ·     |
| 1960 Rome ‏          | Robert Shavlakadze · الاتحاد السوفيتي ·  | Valeriy Brumel · الاتحاد السوفيتي ·                | John Thomas · الولايات المتحدة ·        |
| 1964 Tokyo ‏         | Valeriy Brumel · الاتحاد السوفيتي ·      | John Thomas · الولايات المتحدة ·                   | John Rambo · الولايات المتحدة ·         |
| 1968 Mexico City ‏   | ديك فوسبوري · الولايات المتحدة ·         | إد كاروثرز · الولايات المتحدة ·                    | Valentin Gavrilov · الاتحاد السوفيتي ·  |
| 1972 Munich ‏        | Jüri Tarmak · الاتحاد السوفيتي ·         | Stefan Junge · ألمانيا الشرقية ·                   | Dwight Stones · الولايات المتحدة ·      |
| 1976 Montreal ‏      | Jacek Wszoła · بولندا ·                  | غريغ جوي · كندا ·                                  | Dwight Stones · الولايات المتحدة ·      |
| 1980 Moscow ‏        | Gerd Wessig · ألمانيا الشرقية ·          | Jacek Wszoła · بولندا ·                            | Jörg Freimuth · ألمانيا الشرقية ·       |
| 1984 Los Angeles ‏   | Dietmar Mögenburg · ألمانيا الغربية ·    | باتريك سوبيرغ · السويد ·                           | Zhu Jianhua · الصين ·                   |
| 1988 Seoul ‏         | Hennadiy Avdyeyenko · الاتحاد السوفيتي · | هوليس كونواي · الولايات المتحدة ·                  | Rudolf Povarnitsyn · الاتحاد السوفيتي · |
| 1988 Seoul ‏         | Hennadiy Avdyeyenko · الاتحاد السوفيتي · | هوليس كونواي · الولايات المتحدة ·                  | باتريك سوبيرغ · السويد ·                |
| 1992 Barcelona      | خافيير سوتومايور · كوبا ·                | باتريك سوبيرغ · السويد ·                           | هوليس كونواي · الولايات المتحدة ·       |
| 1992 Barcelona      | خافيير سوتومايور · كوبا ·                | باتريك سوبيرغ · السويد ·                           | تيم فورسيث · أستراليا ·                 |
| 1992 Barcelona      | خافيير سوتومايور · كوبا ·                | باتريك سوبيرغ · السويد ·                           | Artur Partyka · بولندا ·                |
| 1996 Atlanta        | تشارلز أوستين · الولايات المتحدة ·       | Artur Partyka · بولندا ·                           | Steve Smith · بريطانيا العظمى ·         |
| 2000 Sydney         | Sergey Klyugin · روسيا ·                 | خافيير سوتومايور · كوبا ·                          | عبد الرحمن حماد (رياضي) · الجزائر ·     |
| 2004 Athens         | ستيفان هولم · السويد ·                   | مات همينغواي · الولايات المتحدة ·                  | Jaroslav Bába · جمهورية التشيك ·        |
| 2008 Beijing        | Andrey Silnov · روسيا ·                  | جيرمين ماسون · بريطانيا العظمى ·                   | ياروسلاف ريباكوف · روسيا ·              |
| 2012 London         | Not awarded                              | Erik Kynard · الولايات المتحدة ·                   | معتز عيسى برشم · قطر ·                  |
| 2012 London         | Not awarded                              | Erik Kynard · الولايات المتحدة ·                   | ديريك دروين · كندا ·                    |
| 2012 London         | Not awarded                              | Erik Kynard · الولايات المتحدة ·                   | Robert Grabarz · بريطانيا العظمى ·      |
| 2016 Rio de Janeiro | ديريك دروين · كندا ·                     | معتز عيسى برشم · قطر ·                             | بوهدان بوندارينكو · أوكرانيا ·          |

#### ميداليات متعددة
| مرتبة | رياضي              | الأمة                  | الألعاب الأولمبية | ذهب | فضة | برونز | مجموع |
| ----- | ------------------ | ---------------------- | ----------------- | --- | --- | ----- | ----- |
| 1     | Valeriy Brumel     | الاتحاد السوفيتي (URS) | 1960-1964         | 1   | 1   | 0     | 2     |
| 1     | Jacek Wszoła       | بولندا (POL)           | 1976-1980         | 1   | 1   | 0     | 2     |
| 1     | Javier Sotomayor   | كوبا (CUB)             | 1992-2000         | 1   | 1   | 0     | 2     |
| 4     | Derek Drouin       | كندا (CAN)             | 2012-2016         | 1   | 0   | 1     | 2     |
| 5     | Patrik Sjöberg     | السويد (SWE)           | 1984-1992         | 0   | 2   | 1     | 3     |
| 6     | John Thomas        | الولايات المتحدة (USA) | 1960-1964         | 0   | 1   | 1     | 2     |
| 6     | Hollis Conway      | الولايات المتحدة (USA) | 1988-1992         | 0   | 1   | 1     | 2     |
| 6     | Artur Partyka      | بولندا (POL)           | 1992-1996         | 0   | 1   | 1     | 2     |
| 6     | Mutaz Essa Barshim | قطر (QAT)              | 2012-2024         | 1   | 2   | 1     | 4     |
| 10    | Dwight Stones      | الولايات المتحدة (USA) | 1972-1976         | 0   | 0   | 2     | 2     |

#### ميداليات حسب البلد
| Rank | Nation                 | Gold | Silver | Bronze | Total |
| ---- | ---------------------- | ---- | ------ | ------ | ----- |
| 1    | الولايات المتحدة (USA) | 13   | 14     | 8      | 35    |
| 2    | الاتحاد السوفيتي (URS) | 4    | 1      | 3      | 8     |
| 3    | روسيا (RUS)            | 3    | 0      | 2      | 5     |
| 4    | كندا (CAN)             | 2    | 1      | 1      | 4     |
| 5    | السويد (SWE)           | 1    | 2      | 2      | 5     |
| 6    | بولندا (POL)           | 1    | 2      | 1      | 4     |
| 7    | أستراليا (AUS)         | 1    | 1      | 1      | 3     |
| 7    | ألمانيا الشرقية (GDR)  | 1    | 1      | 1      | 3     |
| 9    | كوبا (CUB)             | 1    | 1      | 0      | 2     |
| 10   | ألمانيا الغربية (FRG)  | 1    | 0      | 0      | 1     |
| 11   | بريطانيا العظمى (GBR)  | 0    | 3      | 2      | 5     |
| 12   | فرنسا (FRA)            | 0    | 1      | 2      | 3     |
| 13   | ألمانيا (GER)          | 0    | 1      | 1      | 2     |
| 13   | المجر (HUN)            | 0    | 1      | 1      | 2     |
| 13   | قطر (QAT)              | 0    | 1      | 1      | 2     |
| 16   | النرويج (NOR)          | 0    | 1      | 0      | 1     |
| 17   | الجزائر (ALG)          | 0    | 0      | 1      | 1     |
| 17   | البرازيل (BRA)         | 0    | 0      | 1      | 1     |
| 17   | الصين (CHN)            | 0    | 0      | 1      | 1     |
| 17   | جمهورية التشيك (CZE)   | 0    | 0      | 1      | 1     |
| 17   | الفلبين (PHI)          | 0    | 0      | 1      | 1     |
| 17   | أوكرانيا (UKR)         | 0    | 0      | 1      | 1     |

### سيدات
| الألعاب                                       | الذهبية                                 | الفضية                                  | البرونزية                               |
| --------------------------------------------- | --------------------------------------- | --------------------------------------- | --------------------------------------- |
| 1928 Amsterdam ‏                               | إثيل كاثروود · كندا ·                   | Lien Gisolf · هولندا ·                  | ميلدريد ويلي · الولايات المتحدة ·       |
| 1932 Los Angeles ‏                             | Jean Shiley · الولايات المتحدة ·        | Babe Didrikson · الولايات المتحدة ·     | إيفا دوز · كندا ·                       |
| 1936 Berlin ‏                                  | Ibolya Csák · المجر ·                   | Dorothy Odam · بريطانيا العظمى ·        | Elfriede Kaun · ألمانيا ·               |
| 1948 London ‏                                  | أليس كوتشمان · الولايات المتحدة ·       | Dorothy Tyler · بريطانيا العظمى ·       | Micheline Ostermeyer · فرنسا ·          |
| 1952 Helsinki ‏                                | إستر براند · جنوب إفريقيا ·             | Sheile Lerwill · بريطانيا العظمى ·      | Aleksandra Chudina · الاتحاد السوفيتي · |
| 1956 Melbourne ‏                               | Mildred McDaniel · الولايات المتحدة ·   | Thelma Hopkins · بريطانيا العظمى ·      | none awarded                            |
| 1956 Melbourne ‏                               | Mildred McDaniel · الولايات المتحدة ·   | Mariya Pisareva · الاتحاد السوفيتي ·    | none awarded                            |
| 1960 Rome ‏                                    | يولاندا بالاش · رومانيا ·               | Jarosława Jóźwiakowska · بولندا ·       | none awarded                            |
| 1960 Rome ‏                                    | يولاندا بالاش · رومانيا ·               | دوروثي شيرلي · بريطانيا العظمى ·        | none awarded                            |
| 1964 Tokyo ‏                                   | يولاندا بالاش · رومانيا ·               | Michele Brown · أستراليا ·              | Taisia Chenchik · الاتحاد السوفيتي ·    |
| 1968 Mexico City ‏                             | Miloslava Rezková · تشيكوسلوفاكيا ·     | Antonina Okorokova · الاتحاد السوفيتي · | Valentina Kozyr · الاتحاد السوفيتي ·    |
| 1972 Munich ‏                                  | أولريكا مايفارث · ألمانيا الغربية ·     | Yordanka Blagoeva · بلغاريا ·           | إيلونا غوسنباور · النمسا ·              |
| 1976 Montreal ‏                                | Rosemarie Ackermann · ألمانيا الشرقية · | سارا سيميوني · إيطاليا ·                | Yordanka Blagoeva · بلغاريا ·           |
| 1980 Moscow ‏                                  | سارا سيميوني · إيطاليا ·                | Urszula Kielan · بولندا ·               | Jutta Kirst · ألمانيا الشرقية ·         |
| 1984 Los Angeles ‏                             | أولريكا مايفارث · ألمانيا الغربية ·     | سارا سيميوني · إيطاليا ·                | جوني هنتلي · الولايات المتحدة ·         |
| 1988 Seoul ‏                                   | لويز ريتر · الولايات المتحدة ·          | ستيفكا كوستادينوفا · بلغاريا ·          | Tamara Bykova · الاتحاد السوفيتي ·      |
| ألعاب القوى في الألعاب الأولمبية الصيفية 1992 | هايك هينكل · ألمانيا ·                  | ألينا أستافي · رومانيا ·                | Ioamnet Quintero · كوبا ·               |
| ألعاب القوى في الألعاب الأولمبية الصيفية 1996 | ستيفكا كوستادينوفا · بلغاريا ·          | Niki Bakoyianni · اليونان ·             | إنخا باباكوفا · أوكرانيا ·              |
| ألعاب القوى في الألعاب الأولمبية الصيفية 2000 | Yelena Yelesina · روسيا ·               | Hestrie Cloete · جنوب إفريقيا ·         | كايسا بيرغفيست · السويد ·               |
| ألعاب القوى في الألعاب الأولمبية الصيفية 2000 | Yelena Yelesina · روسيا ·               | Hestrie Cloete · جنوب إفريقيا ·         | Oana Pantelimon · رومانيا ·             |
| ألعاب القوى في الألعاب الأولمبية الصيفية 2004 | يلينا سليسارينكو · روسيا ·              | Hestrie Cloete · جنوب إفريقيا ·         | Vita Styopina · أوكرانيا ·              |
| ألعاب القوى في الألعاب الأولمبية الصيفية 2008 | تيا هيلبوت · بلجيكا ·                   | بلانكا فلاسيتش · كرواتيا ·              | شونتي لوي · الولايات المتحدة ·          |
| ألعاب القوى في الألعاب الأولمبية الصيفية 2012 | آنا شيشيروفا · روسيا ·                  | بريجيتا باريت · الولايات المتحدة ·      | سفيتلانا شكولينا · روسيا ·              |
| ألعاب القوى في الألعاب الأولمبية الصيفية 2012 | روت بيتيا · إسبانيا ·                   | Mirela Demireva · بلغاريا ·             | بلانكا فلاسيتش · كرواتيا ·              |

#### ميداليات متعددة
| مرتبة | رياضي              | الأمة                 | الألعاب الأولمبية | ذهب | فضة | برونز | مجموع |
| ----- | ------------------ | --------------------- | ----------------- | --- | --- | ----- | ----- |
| 1     | Iolanda Balaş      | رومانيا (ROU)         | 1960-1964         | 2   | 0   | 0     | 2     |
| 1     | Ulrike Meyfarth    | ألمانيا الغربية (FRG) | 1972-1984         | 2   | 0   | 0     | 2     |
| 3     | Sara Simeoni       | إيطاليا (ITA)         | 1976-1984         | 1   | 2   | 0     | 3     |
| 4     | Stefka Kostadinova | بلغاريا (BUL)         | 1988-1996         | 1   | 1   | 0     | 2     |
| 5     | Dorothy Tyler-Odam | بريطانيا العظمى (GBR) | 1936-1948         | 0   | 2   | 0     | 2     |
| 5     | Hestrie Cloete     | جنوب إفريقيا (RSA)    | 2000-2004         | 0   | 2   | 0     | 2     |
| 7     | Yordanka Blagoeva  | بلغاريا (BUL)         | 1972-1976         | 0   | 1   | 1     | 2     |
| 7     | Blanka Vlašić      | كرواتيا (CRO)         | 2008-2016         | 0   | 1   | 1     | 2     |

## قفزة عالية دائمة
من عام 1900 إلى عام 1912 ، تم التنافس على شكل مختلف من الأحداث في الأولمبياد حيث كان على الرياضيين القفز العالي من وضع الوقوف . كانت هذه واحدة من القفزات القائمة الثلاثة التي ظهرت في البرنامج الأولمبي، إلى جانب القفزة الطويلة القائمة (الحالية لنفس الفترة) والقفزة الثلاثية القائمة (1900 و 1904 فقط). 
سيطر راي إيوري على منافسات الوثب القائم، حيث فاز بألقاب الوثب العالي القائم الأولمبية في أعوام 1900 و 1904 و 1908. ليبقى رقمه 1.655 متر المسجل في دورة الألعاب الأولمبية لعام 1900 الرقم القياسي الأولمبي للحدث حتى توقفه في عام 1912. حصل Ewry على ثلاث ميداليات ذهبية أولمبية في القفزات القائمة في كل من 1900 و 1904 و 1908 في هذه السنة فاز بذهبية الوثب الطويل القائم، بالإضافة إلى الألعاب البينية 1906.  بعد تقاعد إيري، أصبح بلات آدامز الفائز في مسابقة الوثب العالي القائم الأولمبية في عام 1912. 
كانت القفزة العالية القائمة - وأحداث القفزة القائمة بشكل عام - نوعًا شائعًا نسبيًا من أحداث ألعاب القوى في نهاية القرن التاسع عشر، ولكنها أصبحت نادرة بشكل متزايد في المنافسات الوطنية والدولية عالية المستوى مع تقدم القرن العشرين.  لا يزال الحدث الأولمبي المسابقة الدولية الرئيسية الوحيدة التي ظهرت في الحدث، باستثناء نسختين 1919 و 1920 من بطولة أمريكا الجنوبية لألعاب القوى .  حافظت القفزة العالية القائمة على بعض الشعبية كحدث بطولة في الدول الاسكندنافية في النصف الثاني من القرن.   قالب:Olympic medalists in men's standing high jump

## ألعاب البينية
أقيمت الألعاب المقامة في 1906 في أثينا وتم الاعتراف بها رسميًا في ذلك الوقت كجزء من سلسلة الألعاب الأولمبية ، مع نية عقد مباريات في اليونان على مدار عامين بين الألعاب الأولمبية الدولية. ومع ذلك، لم تؤت هذه الخطة ثمارها، وقررت اللجنة الأولمبية الدولية في وقت لاحق عدم الاعتراف بهذه الألعاب كجزء من السلسلة الأولمبية الرسمية. يواصل بعض المؤرخين الرياضيين معاملة نتائج هذه الألعاب كجزء من القانون الأولمبي. 
استمرارًا لحضورها منذ الألعاب الأولمبية الأولى، تم التنافس على حدث الوثب العالي للرجال في ألعاب 1906. كانت قواعد المنافسة مرهقة للرياضيين حيث تم زيادة الشريط بمقدار سنتيمتر واحد في كل مرة وكان على جميع الرياضيين محاولة كل ارتفاع. أدى ذلك إلى تأجيل الحدث عندما حل الظلام واستؤنفت المنافسة في صباح اليوم التالي. فاز الأيرلندي كون ليهي بالحدث لبريطانيا العظمى برصيد 1.775   م. عاد لاجوس جونزي من المجر، الحائز على ميدالية الوثب العالي عام 1900 ، إلى المنصة الأولمبية مع 1.75   م للمرة الثانية. احتل الأمريكي بيرت كريجان ، الذي تنافس أيضًا في القفز بالزانة والقفز الطويل، المركز الثالث إلى جانب ثيميستوكليس دياكيديس من اليونان. 
| الألعاب | الذهبية   | الفضية       | البرونزية                           |
| ------- | --------- | ------------ | ----------------------------------- |
| 1906    | Con Leahy | Lajos Gönczy | Themistoklis Diakidis Bert Kerrigan |

كما تم التنافس على الوثب العالي القائم في الألعاب البينية. راي إيري ، الذي دخل كبطل أولمبي غير مهزوم في هذا الحدث، فاز بميدالية ذهبية أخرى مع علامته 1.56 . المركز الثاني كان تعادلاً بين مارتن شيريدان وليون دوبونت ولوسون روبرتسون ، حيث سجلو ارتفاع 1.40 متر. 
| الألعاب | الذهبية  | الفضية                      | البرونزية        |
| ------- | -------- | --------------------------- | ---------------- |
| 1906    | Ray Ewry | Martin Sheridan Léon Dupont | Lawson Robertson |

## الأحداث الأولمبية غير القانونية
بالإضافة إلى الوثب العالي الأولمبي للرجال عام 1900 ، أقيمت منافسة للمعاقين بعد أربعة أيام. وقد فشل جميع المتسابقين في التتويج في الفوز بالميدالية في النهائي الأولمبي الرئيسي. كان توري بلوم أول من حصل على 2.05   م (35   سم الإعاقة) ، احتل جيولا ستراوسز المركز الثاني في 2.00   م (أيضا 35   سم) ، في حين ذهب المركز الثالث إلى Waldemar Steffen بـ 1.95   م (30   سم الإعاقة).  
عقدت مسابقتان للمحترفين فقط في عام 1900. فاز مايك سويني من الولايات المتحدة بـ 1.80   م (ثاني الأفضل في الحدث بعد الرقم القياسي الأولمبي لإيرف باكستر في حدث الهواة). أما الأمريكي الآخر، أوتو برونو شونفيلد، فقد جاء في المركز الثاني ب 1.75   م، بينما نويل دويت من فرنسا في المركز الثالث في 1.55   م. كما عقدت مسابقة للمعاقين المحترفين ولكن لم يتم تحديد النتائج.  
عاد حدث الإعاقة في دورة الألعاب الأولمبية الصيفية لعام 1904 ، وشكل المتأهلون الثلاثة الأولمبيون الذين فشلوا في الفوز بميداليات المراكز الثلاثة الأولى. فاز إرفين باركر بـ 1.88   م قبالة 4.5   معوق بوصة، كان Lajos Gönczy في المركز الثاني برقم 1.80   م مع إعاقة ثلاث بوصات، واحتل إميل فرايمارك المركز الثالث، مسجلاً 1.80   م مع إعاقة خمس بوصات. 
لم تعد هذه الأحداث تعتبر جزءًا من التاريخ الأوليمبي الرسمي للوثب العالي أو برنامج ألعاب القوى بشكل عام. وبالتالي، لم يتم تخصيص ميداليات من هذه المسابقات للدول على جداول الميداليات على الإطلاق . 

## روابط خارجية
- الصفحة الرئيسية لقفز IAAF العالي
- الموقع الرسمي للألعاب الأولمبية
- سجلات ألعاب القوى الأولمبية من Track & Field News